# Listă de agnostici

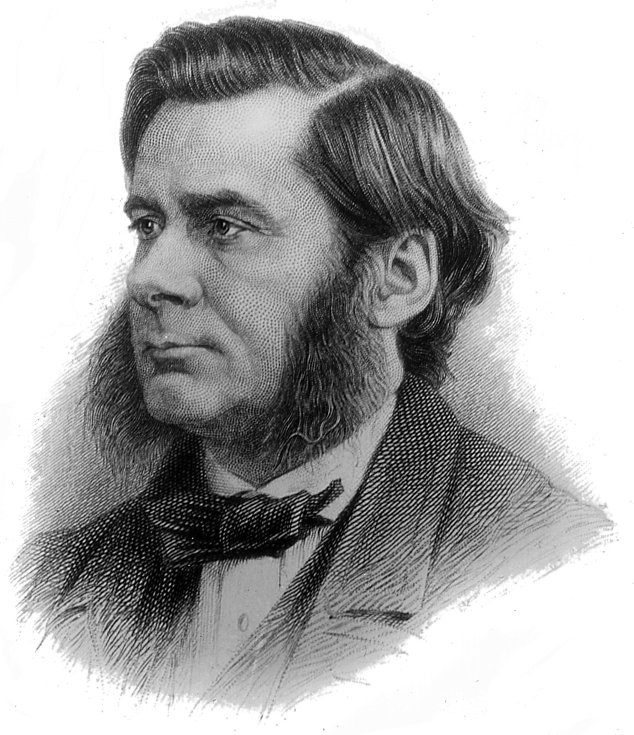
Thomas Huxley, este cel care a inventat termenul agnostic.

Aceasta este o listă de persoane care s-au autointitulat agnostici. Incluși sunt și cei care au spus că nu este cunoscut sau este intrinsec imposibil de știut dacă există Dumnezeu, zei etc.

## Lista

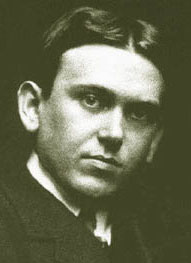
Mencken

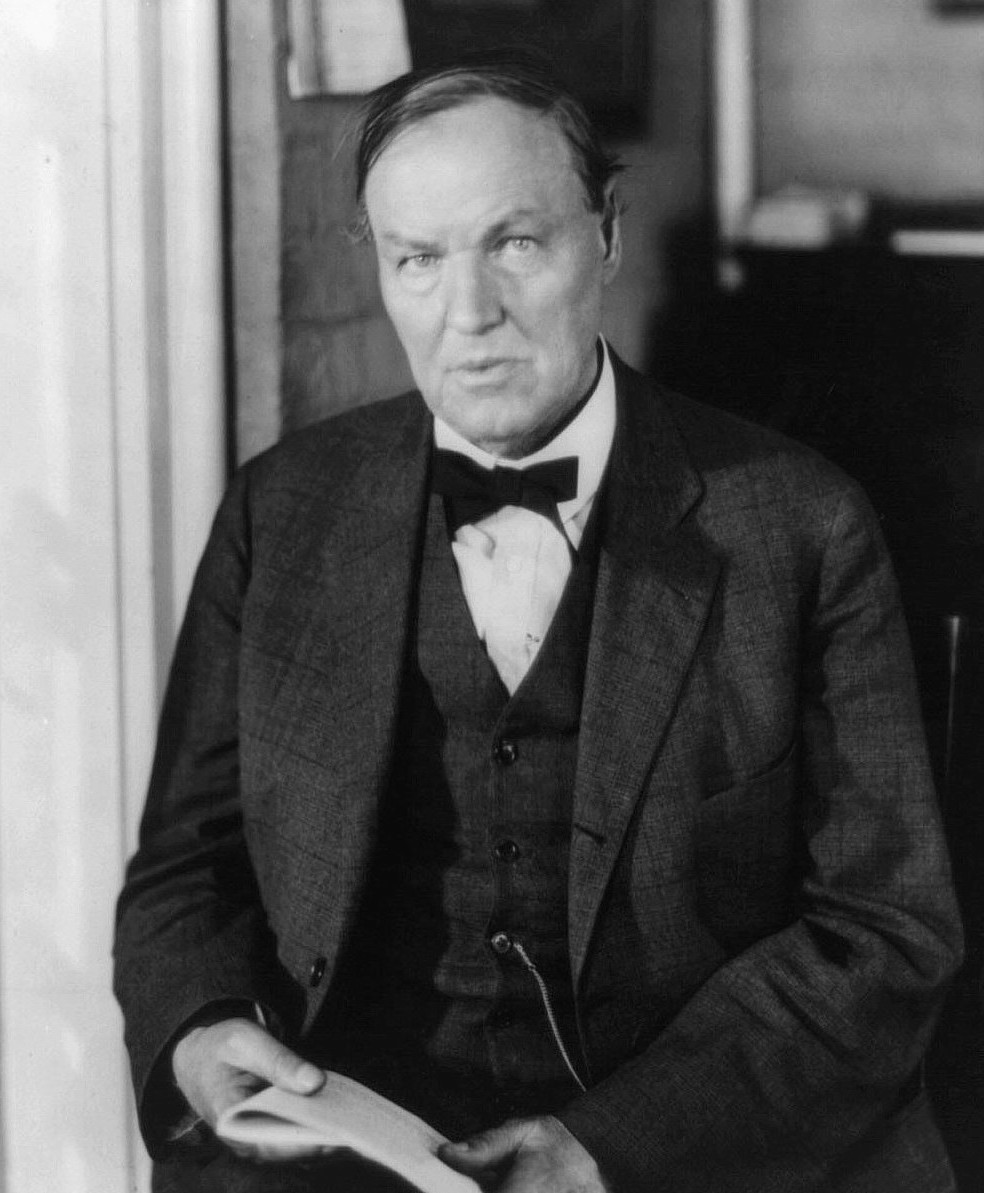
Darrow

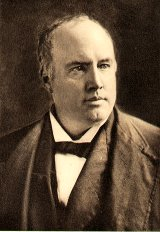
Ingersoll

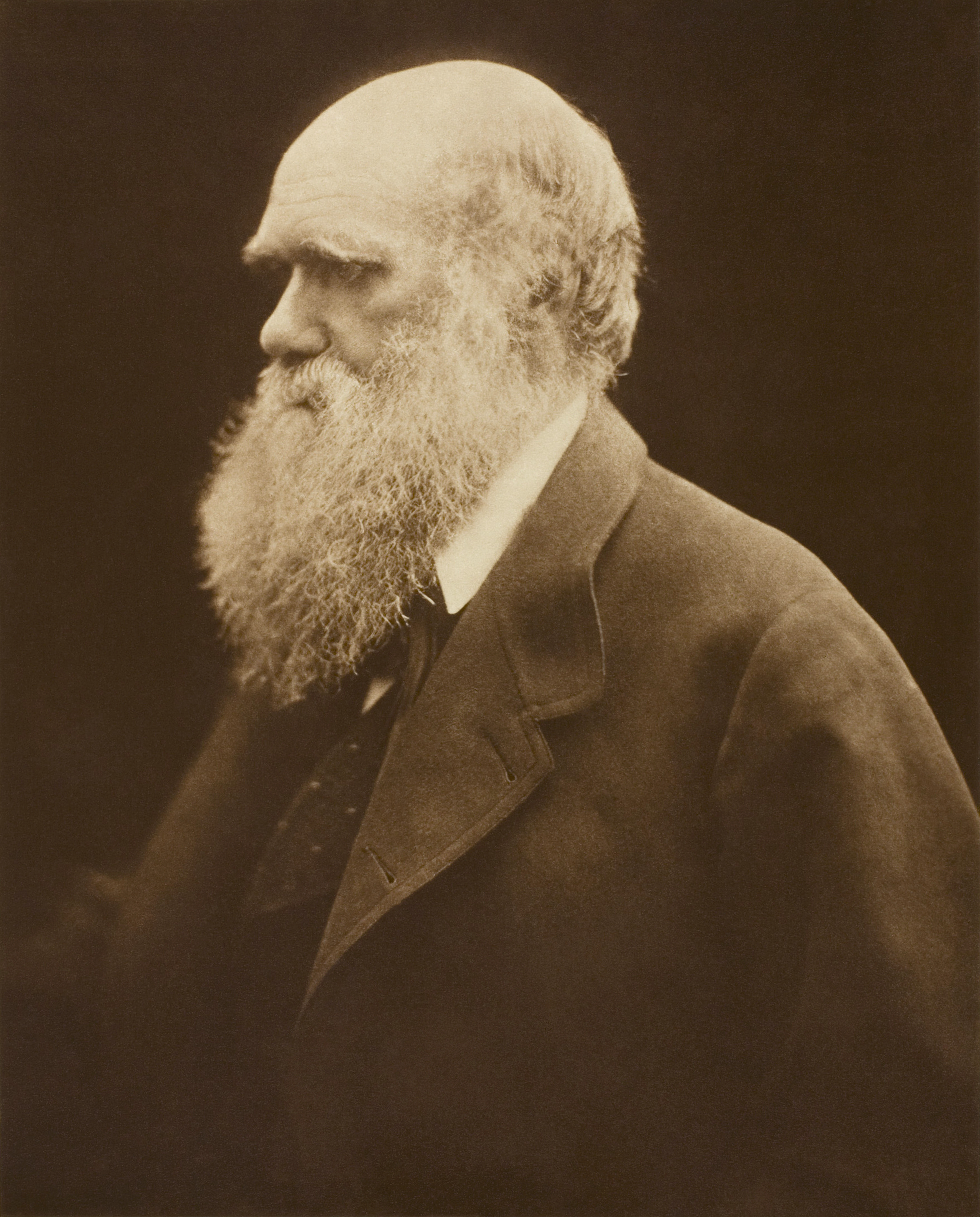
Darwin

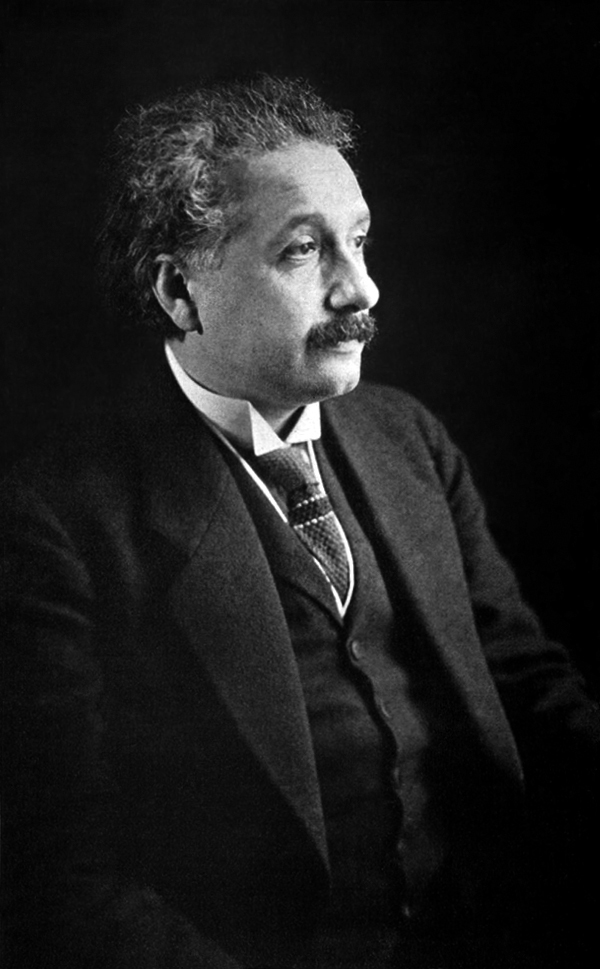
Einstein

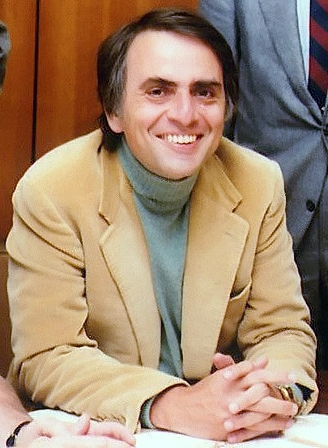
Sagan

### Scriitori
- Jorge Luis Borges (1899-1986), scriitor argentinian.[1]
- Henry Cadbury (1883-1974), cercetător al Bibliei.[2]
- Bart D. Ehrman, cercetător al Noului Testament și „agnostic fericit”.[3][4]
- Frederick James Furnivall, (1825-1910), al doilea redactor-șef al Oxford English Dictionary.[5]
- A.J. Jacobs, (n. 1968), scriitor american.[6]
- H. L. Mencken (1880-1956), jurnalist, satirist, critic social, cinic liber-cugetător, cunoscut ca "Înțeleptul din Baltimore".[7]
- Charles Templeton, (1915-2001) fost evangelist, autor al cărții A Farewell to God (La revedere lui Dumnezeu).[8]
- Mark Twain: umorist, satiric, scriitor în special cunoscut datorită cărților Adventures of Huckleberry Finn și The Adventures of Tom Sawyer.[9][10]
- Ibn Warraq, cunoscut pentru cărți care critică Islamul.[11]
- Robert Anton Wilson. (1932-2007), scriitor, futurolog, istoric.[12]

### Oameni de afaceri
- Warren Buffett (n. 1930), investitor american.[13]

### Divertisment, arte
- Tom Bergeron (n. 1955–): personalitate TV.[14]
- Ingmar Bergman (1918-2007), regizor de film suedez.
- Zac Efron (n. 1987-) actor. [15][16]
- Carrie Fisher, actriță, scenaristă, scriitoare.[17]
- Emilia Fox (n. 1974–): actriță britanică.[18]
- Matt Groening, (n. 1954-), creatorul seriilor The Simpsons, Futurama, Life in Hell.[19]
- John Humphrys (n. 1943–): prezentator radio-TV britanic.[20]
- Larry King (n. 1933-), moderatorul programului Larry King Live.[21]
- Janez Lapajne (n. 1967-), regizor de film din Slovenia.
- Emcee Lynx (n. 1980-), muzician hip-hop anarhist[22]
- Bill Maher (n. 1956), actor de comedie american.[23]
- Dave Matthews (n. 1967-), muzician și actor american.[24]
- Conor Oberst, cântăreț și compozitor american.[25]
- Neil Peart, toboșar al formației canadiene rock "Rush".[26]
- Andy Rooney, (n. 1919-), personalitate radio-TV [27]
- Adrienne Shelly (1966-2006), actor, scenarist și regizor american.[28]
- Matt Stone (n. 1971-), co-creator al filmului South Park [29]
- Ralph Vaughan Williams (1872—1958): compozitor britanic.[30]

### Filosofie
- Fred Edwords (1948–) activist umanist.[31]
- Karl R. Popper, filosof al științei.[32]
- Protagoras, (d.420 Î. Hr.), sofist grec.[33]
- Bertrand Russell, (1872-1970), filosof și matematician britanic.[34]
- Michael Schmidt-Salomon (1967–): filosof german.[35] ."[36]
- Anthony Kenny (1931–), președinte al "Royal Institute of Philosophy".[37]
- James Hall (1933–), filosof.[38]

### Politică și drept
- Michelle Bachelet  (b. 1951), președinte al Republicii Chile.[39]
- Helen Clark, fost Prim-ministru al Noii Zeelande.[40]
- John Key, Prim-Ministru al Noii Zeelande.[41]
- Clarence Darrow, (1857-1938), avocat american.[42]
- Heinz Fischer, Președintele Austriei.[43]
- Carlos Gaviria Díaz, (n. 1937), om politic din Columbia.[44]
- Bob Hawke, (1929-), al 23-lea Prim-ministru al Australiei (1983-1991).[45]
- Robert G. Ingersoll, (1833 - 1899),  american, cunoscut ca "Marele agnostic".[46]
- Ricardo Lagos (n. 1938), primul agnostic deschis care a fost ales Președinte în Chile.[47]
- George Lincoln Rockwell, (1918-1967), întemeietorul Partidului nazist american.[48]
- Gough Whitlam (1916-2014): Prim-ministru al Australiei, 1972-1975.
- Jose Luis Rodriguez Zapatero (n. 1960), Prim-ministru al Spaniei.[49]

### Știință și tehnologie
- David Attenborough (1926-) - antropolog britanic.[50]
- Francis Crick (1916-2004), laureat al Premiului Nobel.[51]
- Marie Curie (1867–1934): chimistă și fiziciană poloneză.[52]
- Charles Darwin, (1809-1882).[53]
- Émile Durkheim (1858-1917), sociolog francez.[54]
- Albert Einstein (1879–1955), fizician.[55]
- Milton Friedman, (1912-2006), economist american. [56]
- Stephen Jay Gould (1941-2002), paleontolog american.[57]
- Thomas Henry Huxley, (1825-1895), biolog britanic, inventatorul termenului agnosticism.[58]
- Sherwin B. Nuland (n. 1930), chirurg american.[59]
- Paul Nurse (n. 1949), laureat al Premiului Nobel pentru fiziologie și medicină 2001.[60]
- Carl Sagan, (1934-1996), astronom.[61]
- Peter Schuster (1941—), chimist austriac.[62]
- Steve Wozniak (1950—): Co-întemeietor al firmei Apple Computer.[63]
- Stephen Hawking (n. 8 ianuarie 1942): fizician britanic.